# Gwinea na Letnich Igrzyskach Olimpijskich 1968
Gwineę na Letnich Igrzyskach Olimpijskich 1968 w Meksyku reprezentowało 15 zawodników, wyłącznie mężczyzn.
Był to pierwszy start reprezentacji Gwinei na letnich igrzyskach olimpijskich.

## Piłka nożna
Mężczyźni
Drużyna zajęła 13. miejsce
- Pierre Bangoura
- Boyua Folle Camara
- Mamadou Yamador Camara
- Mamadouba Resmu Camara
- Morlaye Camara
- Soulegmane Cherif
- Sekou Conde
- Ali Badara Dia
- Ibrahima Kandia Diallo
- Ibrahima Fofana
- Ibrahima Sory Keita
- Amadou Sankon
- Mamadi Sano
- Mamadouba Soumah
- Soriba Soumah